# أندرو أبوت
أندرو أبوت (بالإنجليزية: Andrew Abbott)‏ هو عالم اجتماع أمريكي، ولد في نوفمبر 1948.